# Александр (Немоловский)
Митрополит Александр (в миру Александр Алексеевич Немоловский; 30 августа (11 сентября) 1876, село Гульск, Волынь — 11 апреля 1960, Брюссель) — епископ Православной российской церкви; впоследствии епископ Русской православной церкви заграницей (РПЦЗ); в 1931 году принят в юрисдикцию Константинопольского патриархата; с 1945 года — в Московском патриархате (Русская православная церковь), Брюссельский и Бельгийский, митрополит с 1959 года.

## Биография
Родился 30 августа (11 сентября) 1876 году в семье приходского священника.
В 1901 году окончил Санкт-Петербургскую духовную академию со степенью кандидата богословия.
25 ноября 1901 года епископом Ямбургским Сергием (Страгородским) рукоположен во иерея-целибата и направлен для служения в Катасакуа-Филадельфийский приход (США).
С 1905 по 1909 год был иереем в Рединге (штат Пенсильвания) и Джерси-Сити (штат Нью-Йорк).
Активно занимался обращением в православие греко-католиков, принимал деятельное участие в публичных диспутах о вере с униатами. Был редактором украиноязычной газеты «Світ».
В начале 1909 года возведён в сан протоиерея.
6 ноября 1909 года принял монашеский постриг. 8 ноября возведён в сан архимандрита.
15 ноября 1909 года в Александро-Невской лавре рукоположён во епископа Аляскинского, викария Североамериканской епархии.
Много ездил по епархии, занимаясь миссионерской деятельностью.
С июля 1914 по март 1915 года, после отъезда в Россию архиепископа Платона (Рождественского) и до прибытия архиепископа Евдокима (Мещерского), временно возглавлял Североамериканскую епархию.
В 1916 году переведён на новообразованную Канадскую кафедру.
В связи с отъездом в Москву для участия в Поместном Соборе 1917—1918 годов архиепископ Алеутский и Североамериканский Евдоким (Мещерский) временно передал управление епархией епископу Канадскому Александру (Немоловскому), который приступил к исполнению своих обязанностей 6 августа 1917 года, в связи с чем переехал в Нью-Йорк.
II Всеамериканским Собором, собравшимся в Кливленде 25—28 февраля 1919 года, избран правящим епископом Североамериканской епархии. В связи со сложностью передачи сообщений в Россию это решение было утверждено Патриархом Тихоном 7 сентября 1920 года.
После приезда в США митрополита Платона (Рождественского) передал тому управление епархией, переживавшей тогда глубокий кризис, и 4 августа 1922 года уехал из Америки.
В 1922—1927 годы проживал в Константинополе, участвовал в работе Всеправославного совещания (1923); затем был выдворен турецкими властями и переехал в тогда русский по составу насельников Андреевский скит на Афоне.
В 1928 году перешёл в подчинение митрополита Евлогия (Георгиевского) (в тот период признававшего Патриаршего местоблюстителя митрополита Сергия (Страгородского)) и назначен настоятелем Николаевского собора в Брюсселе. 17 февраля 1931 года вместе с митрополитом Евлогием был принят в юрисдикцию Константинопольского Патриархата.
11 декабря 1936 года Вселенским Патриархом Вениамином возведён в сан архиепископа, назначен управлять Брюссельской и Бельгийской епархией (Западноевропейский экзархат русских приходов). Неоднократно осуждал в своих проповедях и обращениях деятельность нацистов. Так, 31 июля 1938 года он cкaзaл в проповеди: «Нам посланы страшные испытания… В Германии жестокий варвар Гитлер уничтожает христианскую веру, одновременно насаждая язычество. Мы молим Бога, чтобы Он спас эту страну от этого ужасного человека, так как там еще хуже, чем в советской России».
После оккупации в мае 1940 года Бельгии Германией, 4 ноября 1940 года после совершения литургии был арестован сотрудниками Гестапо и доставлен в Берлин. Благодаря ходатайству митрополита Берлинского и Германского (РПЦЗ) Серафима (Ляде) был освобождён и до конца войны проживал в Берлине.
23 октября 1945 года, как и ранее митрополит Евлогий, был принят в Московский Патриархат; с марта по сентябрь 1946 года архиепископ Берлинский и Германский.
В июле 1946 года посетил СССР, в том числе Москву и Киев.
28 ноября 1959 года был возведён в сан митрополита.
Скончался 11 апреля 1960 года в Брюсселе. Похоронен на Иксельском кладбище города.

## Публикации
- Речь при наречении во епископа // Прибавление к Церковным Ведомостям. 1909. — № 46. — С. 2180.
- Из Канадийских впечатлений // Американский православный вестник 1916. — № 4. — С. 57—59.
- Что мои глаза видели в Москве и в Киеве в течение 15 дней // Журнал Московской Патриархии. 1946. — № 10. — С. 17-25.
- «Рождественское послание» // Журнал Московской Патриархии. 1959. — № 2. — С. 14.
- Святейшему Патриарху Алексию [благодарность за поздравление в связи с 50-летием архиерейства] // Журнал Московской Патриархии. М., 1960. — № 1. — С. 6.